# Corinna recurva
Corinna recurva är en spindelart som beskrevs av Alexandre B. Bonaldo 2000. Corinna recurva ingår i släktet Corinna och familjen flinkspindlar. Inga underarter finns listade i Catalogue of Life.